# Faculté d'histoire de l'université d'État de Saint-Pétersbourg

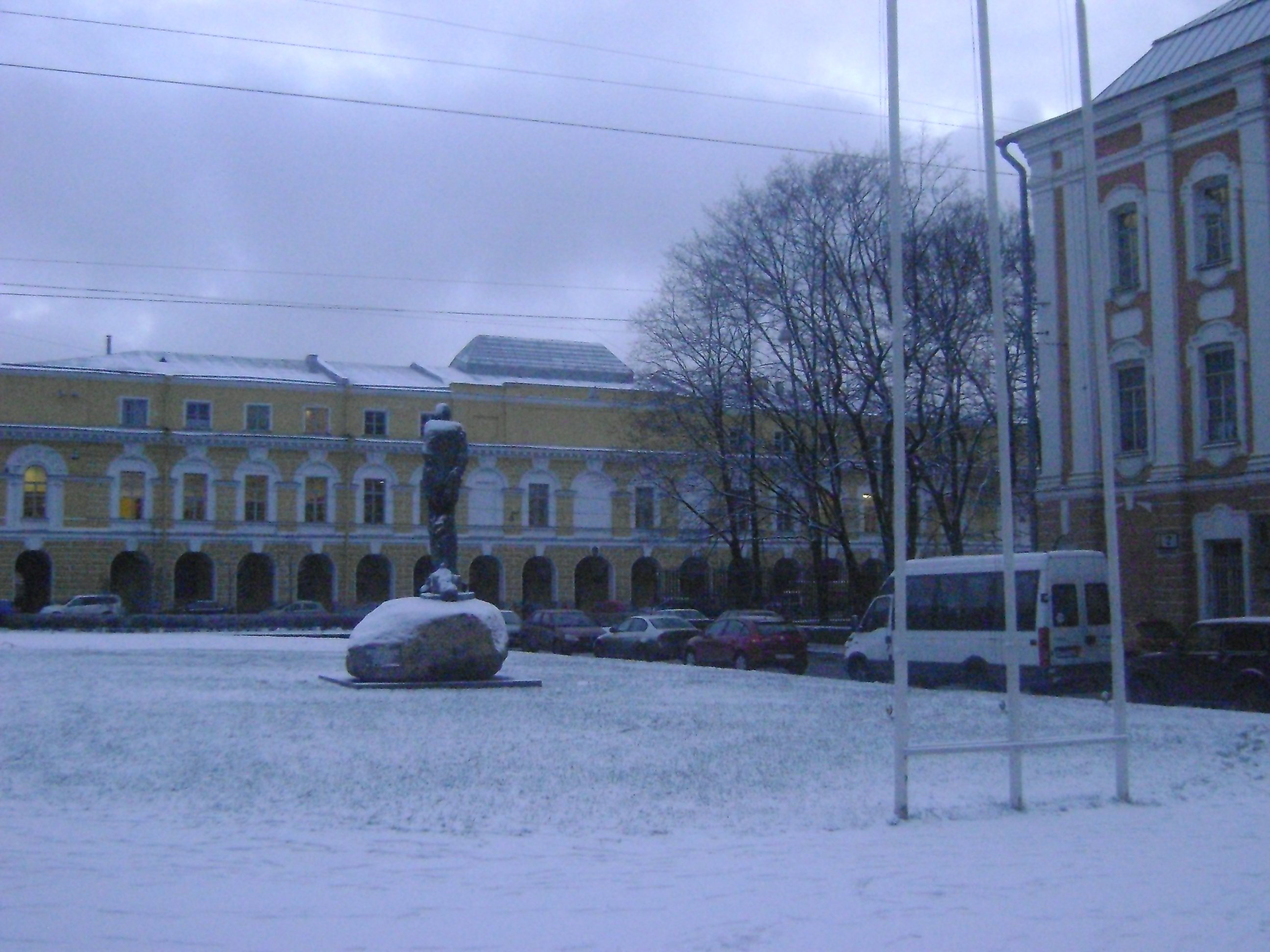
Vue de la faculté d'histoire derrière le square Andreï-Sakharov.

La faculté d'histoire de l'université d'État de Saint-Pétersbourg (Исторический факультет Санкт-Петербургского государственного университета) est un établissement d'enseignement supérieur dépendant de l'université d'État de Saint-Pétersbourg. C'est l'une des facultés les plus importantes de Russie pour la formation de spécialistes dans le domaine de l'histoire et de l'histoire de l'art. Elle a fondé en 1934, sur la base d'établissements précédents.
Ses locaux sont situés dans un bâtiment historique de l'île Vassilievski. Elle les partage avec la faculté de philosophie.
Son doyen est le professeur Abdoulla Daoudov.

## Adresse
- 5 ligne de Mendeleïev, Saint-Pétersbourg, 193060 Russie
- Россия, 193060, Санкт-Петербург, Менделеевская линия, д. 5

## Chaires et centres de recherche

### Spécialité: histoire
- Chaire d'histoire de la Russie de l'antiquité au XXe siècle (d.e.s[1] professeur A. You. Dvornitchenko)
- Chaire d'histoire contemporaine de l'histoire de la Russie (d.e.s. professeur M. V. Khodiakov)
- Chaire d'études des sources de l'histoire de la Russie (d.e.s. professeur S. G. Kachtchenko)
- Chaire d'histoire régionale (d.e.s. professeur You. V. Krivocheïev)
- Chaire d'histoire de la Grèce antique et de Rome (d.e.s. professeur E. D. Frolov)
- Chaire d'histoire du Moyen Âge (d.e.s. professeur G. E. Lebedeva)
- Chaire d'histoire générale moderne et contemporaine (d.e.s. professeur V. N. Barychnikov)
- Chaire d'histoire des pays slaves et balkaniques (d.e.s. professeur A. I. Filiouchkine)
- Chaire d'histoire de la culture européenne occidentale et de la Russie (d.e.l.[2] professeur You. K. Roudenko)
- Chaire de l'histoire du management et de l'entreprenariat (d.e.s. professeur V. L. Piankevitch)
- Chaire d'ethnographie et d'anthropologie (p. agr. dozent A. G. Novojilov)
- Chaire d'archéologie (d.e.s. professeur, membre-correspondant de l'académie des sciences de Russie E. N. Nossov)
- Chaire d'archéographie et d'archivisme (d.e.s. professeur A. P. Sokolov)
- Chaire d'histoire des peuples des pays de la CEI (d.e.s. professeur A. Kh. Daoudov)

### Spécialité: histoire de l'art
- Chaire d'histoire de l'art russe (p. agr. dozent E. V. Khodakovski)
- Chaire d'histoire de l'art d'Europe occidentale (pr. agr. cand.[3] dozent A. A. Dmitrieva)

### Spécialité: muséologie
- Chaire de muséologie (d.e.s. professeur A. V. Maïorov)

### Enseignement de l'histoire pour les autres facultés
Il existe aussi dans la faculté une chaire transuniversitaire d'enseignement de l'histoire pour les facultés de sciences naturelles et les facultés littéraires (d.e.s. professeur You. V. Tot)

### Centres de recherche
- Centre d'histoire et de théorie de la science historique
- Centre d'étude de l'antiquité (professeur E. D. Frolov)
- Centre d'étude des religions antiques et du christianisme antique
- Centre d'étude de l'histoire militaire (dozent E. V. Iline)
- Centre d'étude des partis politiques et des mouvements sociaux de Russie
- Centre de recherches ethnologiques du Nord-Ouest de la Russie
- Centre de recherches de Pétersbourg et de sa région
- Centre de recherches de l'histoire de l'Ukraine (professeur T. G. Taïrova-Yakovleva)
- Centre de recherches de psychologie historique (dozent V. V. Vassilik)
- Centre d'histoire de l'université de Saint-Pétersbourg (dozent Е. А. Rostovtsev)

La faculté d'histoire reçoit les aspirants au doctorat selon les spécialités suivantes :
- 07.00.02 — histoire nationale
- 07.00.03 — histoire générale
- 07.00.06 — archéologie
- 07.00.07 — ethnographie, ethnologie et anthropologie
- 07.00.09 — historiographie, étude des sources historiques et méthodes de recherche historique
- 17.00.09 — théorie et histoire de l'art
- 24.00.03 — muséologie, conservation et restauration d'objets et de sites historico-culturels

## Historique

### XVIIIesiècle-XIXesiècle
Lorsque l'université académique est fondée par Pierre le Grand, en 1724, elle comprend des classes d'humanités. L'historien, archiviste et géographe Gerhard Miller en est l'un des premiers directeurs.
Après la réorganisation de l'université de Saint-Pétersbourg sur la base de l'institut pédagogique en 1819, une faculté d'histoire et de lettres est fondée. En 1835, c'est un département d'histoire, intégré à la faculté de philosophie qui est fondé. En 1850 la faculté est réorganisée en faculté d'histoire et de philologie. L'enseignement de l'histoire, dans les années 1830, prend un essor particulier avec des noms comme Nikolaï Oustrialov, Nikolaï Kostomarov - pour l'histoire de la Russie - ou bien Mikhaïl Koutorga pour l'histoire générale. Un département d'histoire est formé en 1863 dans le cadre de la réforme universitaire et il comprend quatre chaires: histoire nationale, histoire générale, histoire de l'Église et histoire et théorie des arts. Il cesse d'exister de manière indépendante en 1884 pour être réintégré dans la faculté d'histoire et de philologie qui est formée une nouvelle fois. Cela provoque un afflux d'étudiants.
Au tournant du XIXe siècle et du XXe siècle, des professeurs éminents ouvrent la voie au développement de la science historique en Russie, concernant non seulemement l'histoire russe, mais aussi l'histoire générale et l'histoire de l'art. Parmi les historiens les plus distingués, on peut citer Constantin Bestoujev-Rioumine, ses disciples E. E. Zamyslovski et Platonov, ainsi que Kareïev, Lappo-Danilevski, Vassilievski, Greaves, etc. Le professeur Edwin Grimm est le dernier recteur de la période prérévolutionnaire (1911—1918).

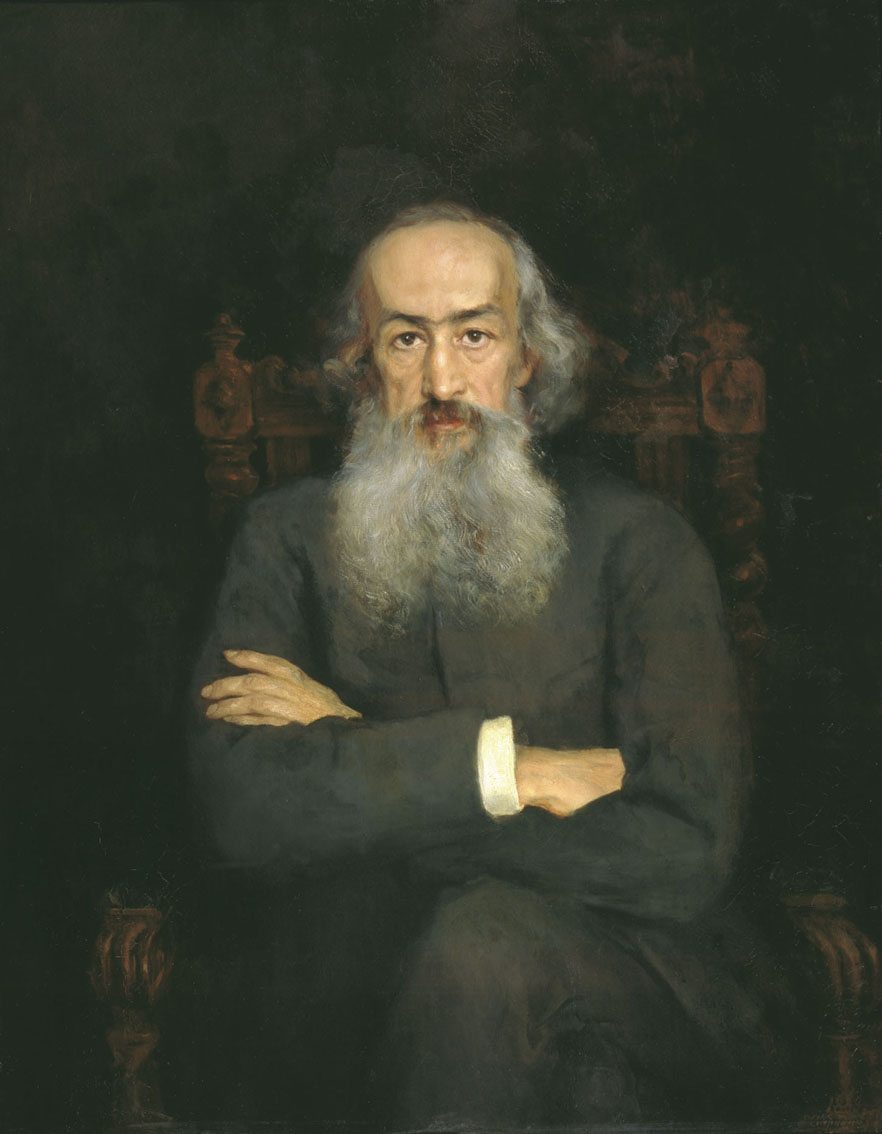
Constantin Bestoujev-Rioumine (1829-1897)
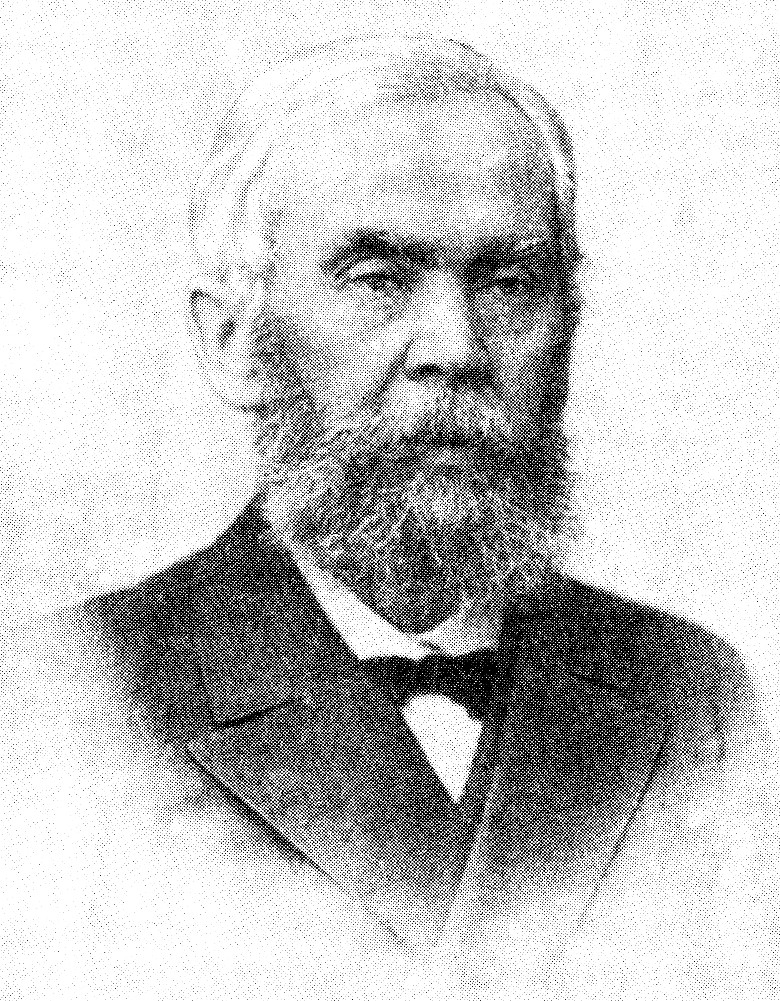
Vassili Vassilievski (1838-1889)
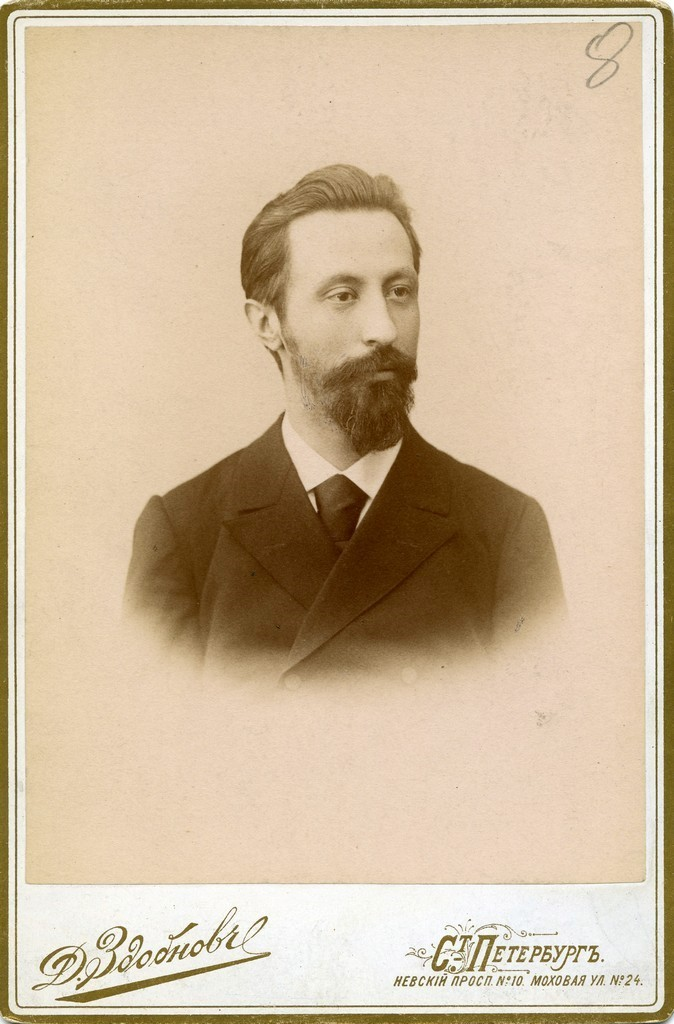
Ivan Greaves (1860-1941)

### Après la Révolution
En 1919, comme d'autres facultés d'humanités, la faculté d'histoire et de philologie est intégrée à la nouvelle faculté des sciences sociales, qui comprend entre 1919 et 1921 un département d'histoire et entre 1922 et 1925, un département d'archéologie. Le département d'histoire est alors dirigé par le professeur d'histoire antique, Sergueï Alexandrovitch Jebeliov.
En 1925, la faculté est réorganisée en une faculté de linguistique et de culture matérialiste, dans laquelle se trouve un département d'histoire de la culture matérialiste. En 1929, cette faculté est transformée en faculté d'histoire et de linguistique, et en 1930 l'institut historique et linguistique de Léningrad (formellement au sein de l'université) est fondé avec un département historique et littéraire. En 1933, cet institut devient l'institut d'histoire, de philosophie et de linguistique de Léningrad (LIFLI), qui donne naissance en 1934 à la nouvelle faculté d'histoire. L'une des chaires les plus importantes dans la première moitié des années 1930 est la chaire d'« histoire des peuples d'URSS », où enseignent d'éminents savants de cette époque.
La science historique se trouve dans une situation critique dans les premières années postrévolutionnaires. Les facultés d'histoire et les anciens périodiques sont tous obligés de fermer. Des figures se lèvent de manière violente contre les historiens de la «vieille école», mais Pokrovski, le commissaire du Peuple à l'éducation Lounatcharski ou encore le communiste Boukharine adoptent une position moins violente vis-à-vis de l'intelligentsia du monde de l'histoire. Les enseignants de l'ancienne époque sont renvoyés de leurs chaires, mais il leur est toutefois permis pour certains d'assurer des cours sans avoir le droit de publier ni d'avoir des disciples. C'est ainsi que le pouvoir soviétique crée de nouveaux cadres.
Lénine signe un décret le 19 novembre 1920 à propos de la «réorganisation de l'enseignement des sciences sociales dans les établissements d'enseignement supérieur de la RSFSR». Le 5 février 1921 la Pravda publie les « directives du comité central aux travailleurs communistes du système de commissariat du Peuple à l'enseignement», signés par Lénine. Ces documents examinent la situation des anciens spécialistes qui en droit peuvent encore assurer des cours, mais en fait ceux-ci sont réservés aux membres du parti communiste soviétique.
Lorsque la nouvelle génération d'historiens marxistes commence à remplacer les anciens cadres, la situation empire. Une grande partie des anciens professeurs est expulsée du pays en 1922 et l'affaire de l'Académie en 1929-1930 vient porter un coup fatal à la classe intellectuelle. Les académiciens sont révoqués, certains trouvent la mort comme Sergueï Platonov. Evgueni Tarlé, Likhatchov, Gauthier, Prissiolkov et d'autres sont envoyés en relégation ou au Goulag

### Période stalinienne
Le 16 mai 1934, une résolution du comité central est publiée stipulant que des facultés d'histoire doivent ouvrir le 1er septembre suivant à l'université de Moscou et à l'université de Léningrad. Celle de Léningrad est accueillie dans les bâtiments qui l'abritent toujours aujourd'hui. Elle comprend cinq chaires: histoire de l'URSS, histoire antique, histoire médiévale, histoire moderne, histoire des pays colonisés et dépendants, et en 1936 une chaire d'histoire de l'orient antique et d'archéologie. C'est ainsi qu'à côté d'une spécialité d'historien apparaît une spécialité d'historien-archéologue. Cette période est féconde en historiens remarquables, comme Prissiolkov, Grekov, Artamonov, Balk, Lourié, Ivan Smirnov, Ravdonikas, Kovaliov, etc.
Mais ce répit est de courte durée car la seconde moitié des années 1930 connaît plusieurs vagues de répression dans le cadre des purges staliniennes qui atteignent la faculté. Ainsi en 1935, le doyen de la faculté Seidel est arrêté, accusé d'être en lien avec Zinoviev, ainsi que douze enseignants. L'année suivante ce sont dix enseignants qui sont arrêtés, dont le successeur de Seidel, Doubrovski. Le troisième doyen, Drezen, est arrêté en 1937, de « n'avoir pas pris les mesures urgentes pour liquider la contrebande trotskyste ».
Deux autres doyens sont arrêtés plus tard, Ouspenski et Freimann. Prissiolski (qui avait déjà été emprisonné trois fois) prend la succession de ce dernier.
En 1939, un département de philosophie et un département d'économie ouvrent au sein de la faculté, qui forment en 1940 deux nouvelles facultés. En 1944, sur la base des facultés d'histoire et de philologie la faculté d'études orientales renaît de ses cendres.
La période qui suit est caractérisée par une certaine renaissance autour du nom de Vladimir Mavrodine qui dirige la faculté de 1940 à 1949  et de 1959 à 1971. Malgré une situation politique difficile, il parvient à rassembler des enseignants de qualité dont quatre membre effectifs et trois membres correspondants dans les années 1940 de l'académie des sciences d'URSS.
Mais une dernière vague de répression arrive en 1949 avec l'affaire de Léningrad qui frappe les milieux communistes proches de Jdanov (mort en 1948) et les milieux intellectuels de Léningrad. Le professeur Mavrodine est emprisonné en septembre 1949, puis relâché. Le département d'archéologie est fermé.  La faculté est dirigée par le professeur Kolobova, historienne de la Grèce antique et de Rome (1949—1951) et la chaire d'histoire moderne et contemporaine est tenue par le professeur Revounenkov. Dans les années 1950 apparaissent les premiers étudiants étrangers venus des pays frères de tous les continents.

### Période contemporaine

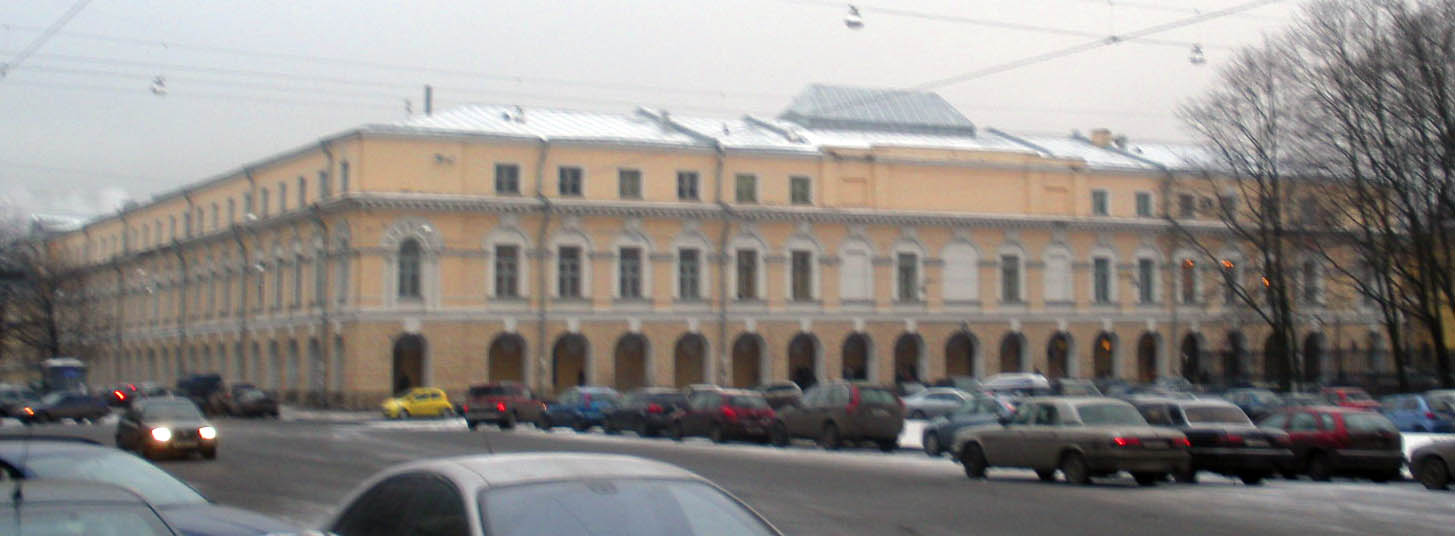
Façade de la faculté

Le professeur Mavrodine revient au poste de doyen en 1959. La faculté prend un nouvel essor dans les années 1960 et 1970, avec notamment trois nouvelles chaires et de nouveaux centres de recherche, des cours du soir, le tout formant la nouvelle génération de l'«école historique de Léningrad». Une chaire de l'histoire du parti communiste est instituée en 1963 dont le directeur, le professeur Ejov, devient doyen de la faculté (1971—1982). Cette chaire prend de plus en plus d'importance dans les années 1980 formant de futurs cadres du parti.
Les dernières années du siècle sont marquées par l'influence du doyen Igor Froïanov (1982-2001) qui tint longtemps la chaire de l'histoire de l'URSS, puis de l'histoire de Russie. Ensuite le doyen Dvornitchenko renforce la réputation de l'« école historique de Saint-Pétersbourg ». Le fonds de l'enseignement est bouleversé par l'effondrement du communisme et la renaissance de nouvelles matières. La faculté a pris le virage de la modernité dans l'étude de la science historique et s'est mise au niveau des autres grandes facultés d'histoire européennes.
Aujourd'hui la faculté comprend dix-sept chaires, dix centres de recherche avec un enseignement par correspondance et du soir en plus du cursus normal.     
Elle a ouvert aussi une petite faculté pour les dernières classes de l'enseignement secondaire. La faculté d'histoire de Saint-Pétersbourg s'est calquée sur le processus de Bologne pour la définition des grades et des programmes. L'actuel doyen (depuis 2012), le professeur Daoudov, a mis sur pied une nouvelle chaire en 2011 consacrée à l'histoire des peuples des pays de la CEI.

## Source
- (ru) Cet article est partiellement ou en totalité issu de l’article de Wikipédia en russe intitulé « Институт истории СПбГУ » (voir la liste des auteurs).